# 陳寰
陳寰（1477年—1539年），字原大，號琴川、又号琴溪，直隸蘇州府常熟縣人，明朝政治人物。与兄佥都御史陳察并称“二陳先生”。

## 生平
正德二年（1507年）丁卯科應天府鄉試第三名舉人。正德六年（1511年）中式辛未科會試第九名，登第三甲第一百二十五名進士。入为翰林院庶吉士，读习中秘书。满三岁，以高第留为翰林检讨。养病歸，嘉靖元年（1522年）四月病痊复除原职。母亲譚淑人去世歸家守喪，嘉靖四年五月服阕复除原职，不久升南京國子監司業。因兄陳察被贬官廣東，称病护送至潮州。歸鄉後家居，未再赴任。嘉靖十年八月由人举荐，起復原职，上 《圣德感灵鹄颂》。十一年正月升南京國子監祭酒，十二年四月以拾遺致仕。卒年六十三。

## 家族
曾祖陳繼芳；祖父陳璇；父陳稷，贈監察御史。母譚氏（封太孺人）。慈侍下。